# 시스타틴
시스타틴(cystatin)은 하나의 시퀀스 상동성과 공통의 알파 나선 3차 구조를 공유하는 시스테인 가수 분해 억제제이다.
시스타틴은 페투인, 키니노겐, 히스티딘이 풍부한 당단백 및 크리스타틴 관련 단백질과 유사성을 보인다. 시스타틴은 주로 펜티디아제족 C1 및 C13에 속한 펜티디아제 효소를 억제한다.

## 참고 자료
- Cystatin: a protein that flips out! QUite Interesting PDB Structure article at PDBe

- Lee C, Bongcam-Rudloff E, Sollner C, Jahnen-Dechent W, Claesson-Welsh L (January 2009). “Type 3 cystatins; fetuins, kininogen and histidine-rich glycoprotein”. 《Frontiers in Bioscience》 14 (14): 2911–22. doi:10.2741/3422. PMID 19273244.